# Agrostis personata
Agrostis personata là một loài thực vật có hoa trong họ Hòa thảo. Loài này được Edgar mô tả khoa học đầu tiên năm 1991.